# Улрике Алмут Зандиг
Улрике Алмут Зандиг (на немски: Ulrike Almut Sandig) е германска писателка, авторка на стихотворения, разкази и радиопиеси.

## Биография
Улрике Алмут Зандиг е родена през 1979 г. в Großenhain, Саксония в семействотото на свещеник и политик. Детството си прекарва в Наувалде в района на Майсен.
През 2001 заедно с две други поетеси създава литературните проекти augenpost (поща за очите) и ohrenpost (поща за ушите), за които лепи стихотворения по строителни огради, разпространява лириката си като рекламни листовки и безплатни пощенски картички и дава първите си концерти за читатели.
Следва журналистика, но прекъсва и изучава религиознание и индология, като през 2005 г. става в Индия магистър по изкуствата.
После следва в Немския литературен институт в Лайпциг и го завършва през 2010 г. с диплома.
Литературният ѝ дебют е през 2005 г. със стихосбирката „Прахан“ („Zunder“).
Улрике Алмут Зандиг създава поезия, проза и радопиеси. През 2010 г. излиза първият ѝ сборник с разкази „Фламинги“ („Flamingos“), включващ 11 кратки истории.
Днес писателката живее със семейството си в Берлин. Член е на немския ПЕН клуб.

## Награди и отличия
- 2006: Меранска награда за поезия
- 2006: Hertha Koenig-Förderpreis
- 2007: Stipendium im Künstlerhaus Lukas Ahrenshoop
- 2007: Stadtschreiberin von Sydney
- 2008: Stipendium im Künstlerhaus Edenkoben
- 2008: Награда „Ернст Майстер“ за поезия (поощрение)
- 2009: Награда „Лесинг“ на Саксония (поощрение)
- 2009: Награда „Леонс и Лена“
- 2010: Silberschweinpreis der Lit.Cologne
- 2010: Stipendium des Bodman-Hauses Gottlieben
- 2010: Stadtschreiberin von Helsinki
- 2010: Hotlist – Buchpreis der unabhängigen Verlage für Flamingos
- 2012: Märkisches Stipendium für Literatur (Prosa)
- 2012: „Награда Дросте“ (поощрение)
- 2014: Arbeitsstipendium für Schriftstellerinnen der Kulturverwaltung des Berliner Senats[2]
- 2017: Литературна награда на Културното сдружение на немската икономика
- 2017: Stipendium der Villa Concordia[3]
- 2018: Wilhelm-Lehmann-Preis
- 2018: Награда „Хорст Бингел“ „за лирическото ѝ творчество“
- 2018: Литературна награда „Розвита“[4]
- 2021: Erich-Loest-Preis für ihr lyrisches Werk sowie ihren Roman Monster wie wir
- 2021: Thomas Kling-Poetikdozentur[5]
- 2023: Литературна награда „Роберт Гернхарт“ за романовия ѝ проект Die Düne